# Ellisville (Missouri)
Ellisville ist eine Stadt mit dem Status „City“ im St. Louis County im US-Bundesstaat Missouri. Das U.S. Census Bureau hat bei der Volkszählung 2020 eine Einwohnerzahl von 9.985 ermittelt.

## Geographie
Die Koordinaten von Ellisville liegen bei 38°35'38" nördlicher Breite und 90°35'15" westlicher Länge.
Nach Angaben des United States Census 2010 erstreckt sich das Stadtgebiet von Crestwood über eine Fläche von 11,37 Quadratkilometer (4,39 sq mi). Die Stadt liegt 21 km westlich von St. Louis.

## Bevölkerung
Nach dem United States Census 2010 lebten in Ellisville 9133 Menschen verteilt auf 3621 Haushalte und 2498 Familien. Die Bevölkerungsdichte betrug 803,3 Einwohner pro Quadratkilometer (2080,4/sq mi).
Die Bevölkerung setzte sich 2010 aus 91,7 % Weißen, 1,9 % Afroamerikanern, 4,3 % Asiaten, 0,1 % amerikanischen Ureinwohnern, 0,6 % aus anderen ethnischen Gruppen und 1,4 % stammten von zwei oder mehr Ethnien ab.
In 31,8 % der Haushalten lebten Personen unter 18 Jahre und in 19,8 % Menschen die 65 Jahre oder älter waren. Das Durchschnittsalter betrug 44,7 Jahre und 46,7 % der Einwohner waren Männlich.

## Söhne und Töchter der Stadt
- Arnett Nelson (1892–1959), Blues- und Jazzmusiker